# دکتر دولیتل (فیلم ۱۹۶۷)
دکتر دولیتل (به انگلیسی: Doctor Dolittle) فیلمی ۱۵۲ دقیقه‌ای به کارگردانی ریچارد فلایشر با بازی رکس هاریسون است.

## خلاصه داستان
دکتر «دولیتل» دامپزشک مشهوری است که می‌تواند به زبان حیوانات صحبت کند. او به همراه دوستانش خانهٔ خود در انگلستان را به مقصد دریای بزرگ ترک می‌کند تا حلزونی را بیابد….